# Blaise Francis El Mourabit
Blaise Francis El Mourabit (geboren am 9. Dezember 1983 in Wuppertal) ist ein deutsch-kongolesischer Rechtsanwalt. Mediale Aufmerksamkeit erzielte er durch seine kostenlose Rechtsvertretung für Betroffene von Rassismusvorfällen sowie zahlreiche Interviews und Zeitungsartikel.

## Leben
Blaise Francis El Mourabit hat die doppelte Staatsbürgerschaft (Deutschland – Demokratische Republik Kongo). Er wuchs in Deutschland, England, Südafrika und den Vereinigten Staaten auf. Mit 19 Jahren wurde er nach eigenen Angaben in Wuppertal beim Fahren seines eigenen PKWs von der Polizei angehalten und mit Schusswaffen bedroht, weil die Polizisten nach Angabe von El Mourabit aufgrund seiner Hautfarbe den Verdacht gehabt haben sollen, dass das Auto gestohlen wurde. Dieses Ereignis war unter anderem Grund dafür, dass er sich entschloss Jura zu studieren, um Rechtsanwalt zu werden. Denn er wollte sich rechtlich zur Wehr setzen können.
Blaise Francis El Mourabit studierte unter anderem an der Universität zu Köln, der University of Cambridge und der Westfälischen Wilhelms-Universität Münster.
In der Zeit ab 2020 war er als Menschenrechtsanwalt im Rahmen der Black-Lives-Matter-Bewegung in Deutschland unter anderem als Redner aktiv. Er setzt sich u. a. dafür ein, dass das Berliner Landes-Antidiskriminierungsgesetzes (LADG) bundesweit eingeführt wird und gültig wird. Des Weiteren setzt er sich dafür ein, dass Body-Cams von Polizisten durch Polizeibeamte verpflichtend eingeschaltet werden müssen, wenn Polizisten in Grundrechte eingreifen wollen. Im Rahmen seiner ehrenamtlichen Tätigkeit als Menschenrechtsanwalt erhielt er alleine im Jahr 2020 über 700 Zuschriften und über 200 rechtliche Anfragen zu potentiellen Rassismusfällen.
Hauptberuflich arbeitet El Mourabit beim Düsseldorfer Energiekonzern Uniper.